# Abacetus brevicollis
Abacetus brevicollis es una especie de escarabajo terrestre de la subfamilia Pterostichinae.  Fue descrito por Straneo en 1954. 